# Nikolaus Ludwig Zinzendorf
Nikolaus Ludwig Zinzendorf (Drezda, 1700. május 26. – Herrnhut, 1760. május 9.) német evangélikus–pietista teológus, a Herrnhuti Testvérgyülekezet alapítója és püspöke.

## Pályafutása
Apja korán meghalt, így nagyanyja nevelte, akinél gyakori vendég volt a pietista Philipp Jacob Spener. 1710-től 1715-ig Halléban tanult, ahol nagy hatással volt rá August Hermann Francke. 1716-tól 1719-ig jogot tanult a Wittenbergi Egyetemen.
1722-ben megvásárolta nagyanyja berthelsdorfi birtokát Oberlausitzban. Még ugyanabban az évben letelepítette a morvaországból vallási okból elvándorló cseh testvéreket; az általuk épített külön település lett Herrnhut. 1727-ben ünnepelték először az úrvacsorát a faluban, ez számít a Herrnhuti testvérgyülekezet megalapításának.
1734-ben Stralsundban teológiai vizsgát tett, és evangélikus lelkésszé avatták. 1736-ban azonban – mivel gyülekezete túl önállóvá vált – száműzték Szászországból. Egy évvel később Daniel Ernst Jablonski Berlinben püspökké avatta. Ezt követően utazásokat tett az Oroszországhoz tartozó Észtországban, Livóniában és Kurföldön, valamint Angliában és Észak-Amerikában. 1747-ben kapott engedélyt a Szászországba való visszatérésre, és két évre rá elérte, hogy a testvérgyülekezet szabad működését is engedélyezték, mint a szász államegyházhoz társult gyülekezetet.

## Bibliográfia
- (de) Dietrich Meyer: Zinzendorf und die Herrnhuter Brüdergemeine. 1700–2000, Göttingen, 2009
- (en) Werner Raupp: Zinzendorf, Nikolaus Ludwig von (1700–1760), in: Heiner F. Klemme/Manfred Kuehn (Ed.), The Dictionary of Eighteenth-Century German Philosophers. General Editors, Vol. 3, London/New York, 2010, p. 1320–1323.
- ifj. Szabó Aladár: A misszionárius gróf; Református Külmissziói Szövetség, Bp., 1933 (Külmissziói füzetek)
- Erdélyi János: Gróf Zinzendorf Lajos Miklós élete; Bethánia Ny., Bp., 1941 (Református traktátus sorozat)

## Fordítás
- Ez a szócikk részben vagy egészben a Nikolaus Ludwig von Zinzendorf című német Wikipédia-szócikk ezen változatának fordításán alapul.  Az eredeti cikk szerkesztőit annak laptörténete sorolja fel. Ez a jelzés csupán a megfogalmazás eredetét és a szerzői jogokat jelzi, nem szolgál a cikkben szereplő információk forrásmegjelöléseként.